# Voix dans le désert
Pour l’article homonyme, voir Une voix dans le désert.
Voix dans le désert (ou Voice in the Wilderness en anglais) est un poème symphonique pour orchestre et violoncelle obligé d'Ernest Bloch, composé en 1936. La création mondiale est donnée par Alexandre Borisoff et Otto Klemperer à Los Angeles, en janvier 1937.

## Histoire
Ernest Bloch compose l'œuvre alors qu'il vit à Châtel en Haute-Savoie. Elle est d'abord conçue dans une version violoncelle et piano achevée en août 1935 ; puis le compositeur orchestre la partition jusque fin janvier de 1936. Contrairement à Schelomo (1915–1917), autre œuvre pour le même effectif et « intimement apparentée », particulièrement éblouissante pour le soliste et l’orchestre, c'est une pièce au caractère plus « introverti et réservé » que Bloch livre ici.
L'instrument soliste n'est pas le protagoniste principal : le violoncelle est utilisé comme moyen d’expression, plus que de virtuosité. Il commente plutôt le discours de l'orchestre, même si des passages lui sont souvent réservés, culminant dans le cinquième mouvement avec une cadenza chromatique,.
Le titre est suggéré par son ami Carl Engel ayant entendu l'œuvre à Châtel dans sa version piano. Il en « fut profondément ému par la ferveur religieuse et l’éloquence prophétique de son exécution pianistique […] et l’image d’une « Voix dans le désert » lui vint spontanément à l’esprit ». Le compositeur inscrit immédiatement le titre sur la partition.
La première est donnée le 21 janvier 1937, par le violoncelliste Alexandre Borisoff, avec le Philharmonique de Los Angeles, sous la direction d'Otto Klemperer, suivie de deux créations européennes : à Paris le 17 octobre 1937, Salle Pleyel, avec Charles Bartsch au violoncelle et l'Orchestre symphonique de Paris, dirigé par Pierre Monteux et à Genève la même année, avec Henri Buenzod et l'Orchestre de la Radio Suisse Romande, dirigé par Ernest Ansermet.
L'œuvre est conçue pour grand orchestre avec des bois à trois, cuivres, percussions, deux harpes, célesta et cordes.
La durée est d'environ 25 minutes.
Le manuscrit est conservé à l'Université de Californie à Berkeley et publié à New York, par G. Schirmer en 1936,(BNF 42858508).

## Mouvements
Voix dans le désert, poème symphonique pour orchestre et violoncelle obligé
1. Moderato (Poco lento) - Più vivo
2. Poco lento - Più animato
3. Moderato - Poco più animato - Poco più calmo, solemne
4. Adagio (Piacevole) - Moderato - Più animato
5. Poco agitato - Più lento - Agitato poco a poco - Meno mosso - Cadenza - Calmo
6. Allegro giocoso - Poco più moderato - Andante (Solenne) - Allegro - Andante moderato (Calmo)

Les six mouvements, appelés méditations, s'enchaînent sans interruption — excepté une courte pause entre les deux derniers. Pour le compositeur, « Les divers mouvements se suivent et se rattachent tout naturellement. Ils sont parfois liés par une relation tonale, une « réminiscence » à peine sensible, mais ils ont chacun leur propre caractère, nettement défini ».

## Transcription et arrangement
Le compositeur lui-même a réalisé une transcription abrégée de l'œuvre pour piano seul (durée : 15 min), intitulée Visions et prophéties comptant seulement cinq mouvements.
L'œuvre est arrangée pour alto et piano (ou orchestre) par David Sills.

## Discographie
Avec orchestre,
- Zara Nelsova, violoncelle ; Orchestre philharmonique de Londres, dir. Ernest Ansermet (3 mars 1955, Decca / Naxos 9.80809)
- János Starker,violoncelle ; Orchestre philharmonique d'Israël, dir. Zubin Mehta (1969, Decca 466 907-2)
- Julius Berger, violoncelle ; National Sinfonie Orchester des Polnisen Rundfunks, dir. Antoni Wit (1989, EBS 6070)
- Jacopo Scalfi, violoncelle ; Royal Philharmonic Orchestra, dir. Paul Kantschieder (14-15 janvier 1991, Real Sound RS 6367-11)
- Wolfgang Emanuel Schmidt, violoncelle ; Rundfunk-Sinfonieorchester Berlin, dir. Fabrice Bollon (28-30 avril 2003, Capriccio Records 67071)
- Natalie Clein, violoncelle ; BBC Scottish Symphony Orchestra, dir. Ilan Volkov (7-8 septembre 2011, Hypérion CDA67910)
- Raphael Wallfisch, violoncelle ; BBC National Orchestra of Wales, dir. Benjamin Wallfisch (2-4 janvier 2013, Nimbus Records NI5913)[8]

Avec piano
- George Sopkin, violoncelle ; Florence Kirsch, piano (concert Chicago, 29 novembre 1950, LP Ernest Bloch Society 002 / E2-CL-5606/07)
- Michal Kaňka, violoncelle ; Miguel Borges Coelho, piano (27-28 mars 2010, Praga PRD/DSD 250 271)
- Virginie Constant, violoncelle ; Simon Zaoui, piano (octobre 2017, Institut Européen des musiques juives IEMJ CDC-002)